# Antonin Ziegler
Pour les articles homonymes, voir Ziegler.
Antonin Ziegler, né le 27 septembre 1978 à Mont-Saint-Aignan, est un architecte français.

## Biographie
Il étudie l’architecture à l’école de Paris la Défense puis celle de Normandie (ENSA Normandie). Après avoir obtenu son diplôme en 2003, il travaille dans plusieurs agences en France et au Canada : Chemetov Huidobro, CBA, Jacques Etienne, Menkes Shooner Dagenais Letourneux, Yh2. Il ouvre sa propre agence à Paris en 2012.
En 2016, il est sélectionné par Wallpaper parmi les 20 architectes internationaux considérés comme les talents émergents dans le monde.
À partir de 2018, Antonin Ziegler conçoit essentiellement des projets privés.

## Principales réalisations
- 2012-2016 : Projet privé : La Grange[3], maison à Notre-Dame de Bliquetuit (76).
- 2013-2014 : Projet privé : Le Cube[4], maison à Senneville sur Fécamp (76).
- 2014-2016 : Projet privé : Le 107[5], maison à Asnières sur Seine (92)
- 2016-2022 : Projet privé : Savoye recycled[6], maison-container à St Valéry en Caux (76)
- 2016-2023 : Projet Public : Pole de santé Libéral ambulatoire (PSLA) Simone Iff[7] à Alençon (61)
- 2018-2019 : Projet privé : Folie Méricourt[8], maison-atelier d'artiste à Paris (75)

## Prix et distinctions
- 2012 : Lauréat du Prix d’Architecture et d’Urbanisme de Haute-Normandie pour le Campus Universitaire CISE[9] (agence CBA)
- 2015 : Nommé « prix de la première œuvre » Equerre d’argent[10], pour "Le Cube"
- 2015 : Nommé meilleur projet 2015 par Archilovers, pour "Le Cube"[11]
- 2015 : Nommé pour le prix Archinovo[12], pour "Le Cube"
- 2016 : Sélectionné par le magazine WALLPAPER parmi les 20 architectes émergents dans le monde Wallpaper Emerging talent[13]
- 2018 : Lauréat du Prix de l’Architecture et l’Aménagement Normand[14], pour "La Grange"
- 2018 : Lauréat du Prix de l’Architecture et l’Aménagement Normand[15], pour "Le Cube"

## Éditions
Le Cube 
- UK – BLACK ARCHITECTURE IN MONOCHROME - Phaidon publishing[16]
- Spain – HOMEXTENDED - Booq publishing SL[17]
- Germany – UPGRADE - Die Gestalten Verlag[18]
- Switzerland – BLACK ARCHITECTURE - Braun publishing AG[19]

La Grange 
- Belgique – CONVERTED, Reinventing architecture - Lannoo Publishers[20]
- Switzerland – WHEN A FACTORY BECOME A HOME - Braun publishing AG[21]
- Spain – SHAPING THE FUTURE OF WATER - Publications studio[22]

Le 107
- Germany – THE HOME UPGRADE - Die Gestalten Verlag[23]